# Microbiston phaeothorax
Microbiston phaeothorax är en fjärilsart som beskrevs av Eugen Wehrli 1941. Microbiston phaeothorax ingår i släktet Microbiston och familjen mätare. Inga underarter finns listade i Catalogue of Life.